# 모놀리스 프로덕션스
모놀리스 프로덕션스(영어: Monolith Productions, Inc.)는 미국의 워싱턴주 커클랜드에 있는 비디오 게임 개발사이다. 1994년에 설립되었으며 2004년 8월부터 2025년까지 워너 브라더스 게임즈의 자회사였다. 2025년 2월 워너 브라더스 게임즈는 스튜디오를 폐업하기로 결정했다.

## 비디오 게임

### 개발
- 노 원 리브스 포에버
- F.E.A.R. (비디오 게임)
- 컨뎀드: 크리미널 오리진
- 컨뎀드 2: 블러드샷
- F.E.A.R. 2: 프로젝트 오리진
- 중간계의 수호자
- 미들 어스: 섀도우 오브 모르도르